# Communauté de communes Sud-Revermont
La communauté de communes Sud-Revermont est une ancienne communauté de communes française, située dans le département du Jura et la région Bourgogne-Franche-Comté.

## Historique
Le 1er janvier 2017, la communauté de communes fusionne avec la Communauté de communes du pays de Saint-Amour pour former la Communauté de communes Porte du Jura. 

## Administration

### Liste des présidents
| Période | Période       | Identité     | Étiquette | Qualité |
| ------- | ------------- | ------------ | --------- | ------- |
| ?       | décembre 2016 | Gérald Moine |           |         |

### Siège
10, Grande Rue, 39190 Beaufort.

## Composition
La communauté de communes regroupait 18 communes le 1er janvier 2016 :
| Nom              | Code Insee | Gentilé    | Superficie (km2) | Population (dernière pop. légale) | Densité (hab./km2) |
| ---------------- | ---------- | ---------- | ---------------- | --------------------------------- | ------------------ |
| Beaufort (siège) | 39043      |            | 13,11            | 1 098 (2014)                      | 84                 |
| Augea            | 39025      |            | 7,52             | 294 (2014)                        | 39                 |
| Augisey          | 39027      | Augisois   | 9,29             | 215 (2014)                        | 23                 |
| Bonnaud          | 39064      |            | 1,65             | 51 (2014)                         | 31                 |
| Chevreaux        | 39142      |            | 6,12             | 131 (2014)                        | 21                 |
| Cousance         | 39173      | Cousançois | 6,39             | 1 289 (2014)                      | 202                |
| Cuisia           | 39185      |            | 10,16            | 395 (2014)                        | 39                 |
| Digna            | 39197      | Bagniens   | 3,38             | 359 (2014)                        | 106                |
| Gizia            | 39255      |            | 7,35             | 239 (2014)                        | 33                 |
| Grusse           | 39264      |            | 3,25             | 187 (2014)                        | 58                 |
| Mallerey         | 39309      |            | 2,90             | 67 (2014)                         | 23                 |
| Maynal           | 39320      |            | 8,14             | 348 (2014)                        | 43                 |
| Orbagna          | 39395      |            | 4,11             | 216 (2014)                        | 53                 |
| Rosay            | 39466      | Roséens    | 9,93             | 126 (2014)                        | 13                 |
| Rotalier         | 39467      | Rotaliens  | 4,07             | 174 (2014)                        | 43                 |
| Sainte-Agnès     | 39474      |            | 4,08             | 355 (2014)                        | 87                 |
| Vercia           | 39549      | Vercois    | 4,06             | 308 (2014)                        | 76                 |
| Vincelles        | 39576      | Vincellois | 6,29             | 381 (2014)                        | 61                 |

## Compétences
Nombre total de compétences exercées en 2016 : 20.
- Développement économique
- Promotion touristique
- Aménagement de l'espace
- Protection de l'environnement
- Habitat et cadre de vie
- Politique sociale
- Équipements culturels, sportifs et d'enseignement
- Affaires scolaires et périscolaires, fonctionnement et investissement
- Voirie d'intérêt communautaire.
- gendarmerie
- maisons médicales